# باندا أحمر

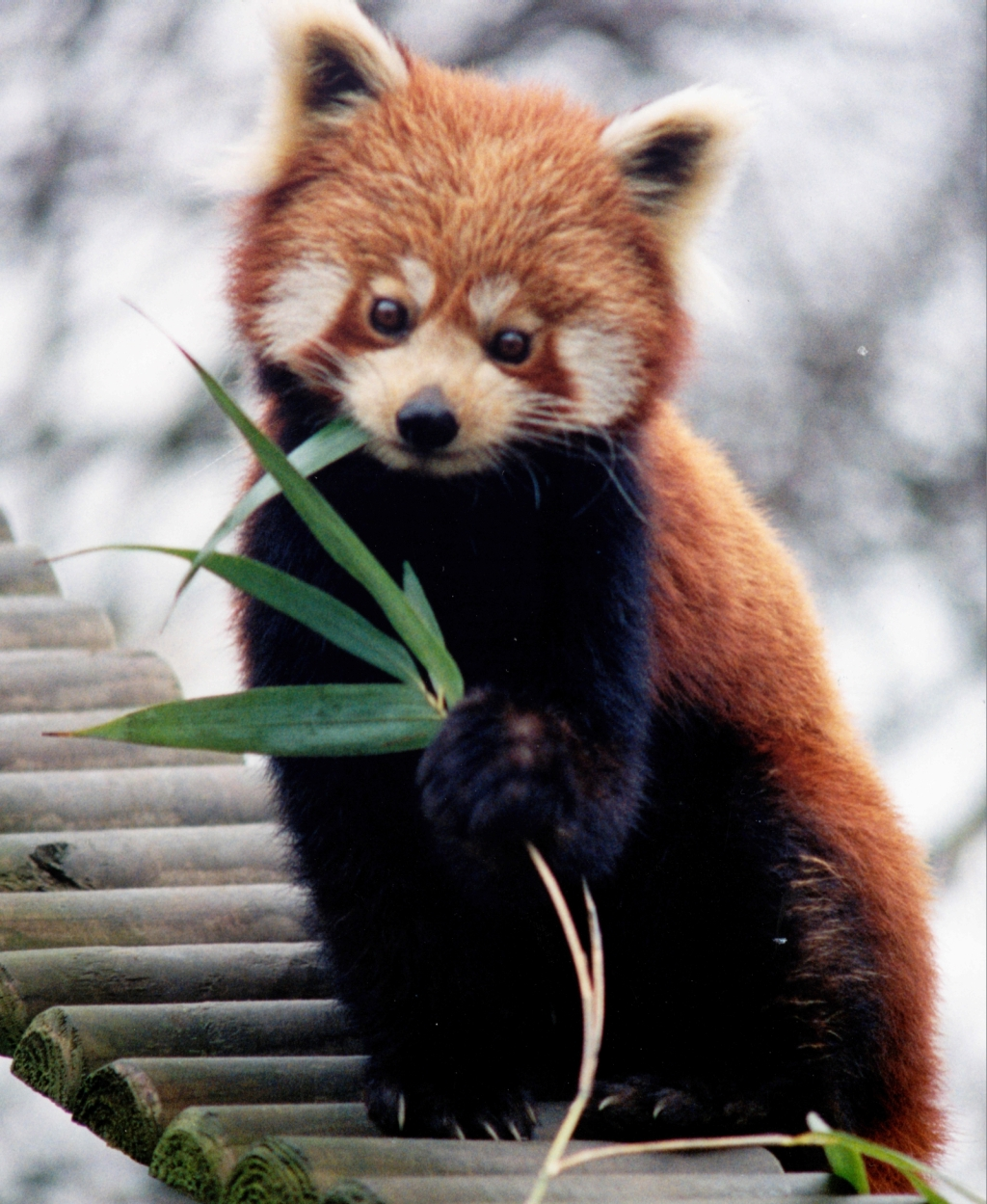
بندة حمراء يتغذى على ساق خيزران

البَنْدَة الحمراء (الاسم العلمي: Ailurus fulgens) أي القط اللامع، والذي يعرف أيضاً باسم البندة الأصغر (بالإنجليزية: Red Panda أو Lesser Panda)، هو حيوان لبون مهدد بالانقراض، أصغر حجماً من البندة العملاقة، ينتشر أساساً في المناطق الجنوبية الشرقية الآسيوية، بما فيها جبال الهملايا في البوتان، المناطق الجنوبية من الصين، إلى جانب الهند، النيبال، لاوس، وميانمار. للبندة الحمراء شعبية كبيرة في هذه البلدان، حيث أنها تُعد أحد رموز ولاية سيكيم في الهند، وتُحمَل صوره ومجسَّماته الصغيرة تمائماً أثناء الاحتفالات العالمية التي تقام في دارجيلينغ بشكل سنوي. وجدت بعض المخطوطات التي ذكرت فيها البندة الحمراء في الصين، والتي تعود لعصر تشاو (نحو القرن الثالث عشر). عرفت البندة الحمراء في أوروبا بواسطة توماس هاردويك عام 1821م، بينما لم تعرف البندة العملاقة في الغرب إلا بعد 48 عاماً تقريباً.

## الوصف

### جسم البندة الحمراء
خلاف البندة العملاقة، لا يتعدى حجم البندة 40 - 60 سم، أي أنه أكبر بقليل من القط الأليف المنزلي. بينما قد يُراوح طوله (بالإضافة إلى ذيله) من 79 سم إلى 120 سم. يزن الذكر من 4.5 إلى 6.2 كيلوجرام، بينما تزن الأنثى من 3 إلى 4.5 كيلوجرام. تتميز البندة الحمراء بفرائه الحمراء أو البنية الصدئة اللون والكثيفة التي تغطي أجزائه العلوية، وطغيان اللون الأسود في الأجزاء السفلية من الجسم. وإلى ذلك، للبندة الحمراء وجه دائري الشكل، أبهت في اللون من باقي أجزاء الجسم، يحوي علامات بيضاء مميزة تختلف بين الأفراد في شكلها، بالإضافة إلى آذان مستقيمة متوسطة الحجم. أما الذيل فيطولُ إلى 30 سم، وهو كثيف، يحمل ست حلقات متوالية، بيضاء أو مصفرة اللون، مما يمنحه شبهاً لحيوالرائحة، بوجود مخالب طويلة وحادة ترتد ارتداداً جزئياً، تستخدم في مسك الأشياء المختلفة وتساعد في تسلق الأغصان الضعيفة. تشارك البندةُ الحمراء البندةَ العملاقة في وجود إبهام مزيف، وهو في الواقع امتداد لعظمة الرسغ.

### السلوك

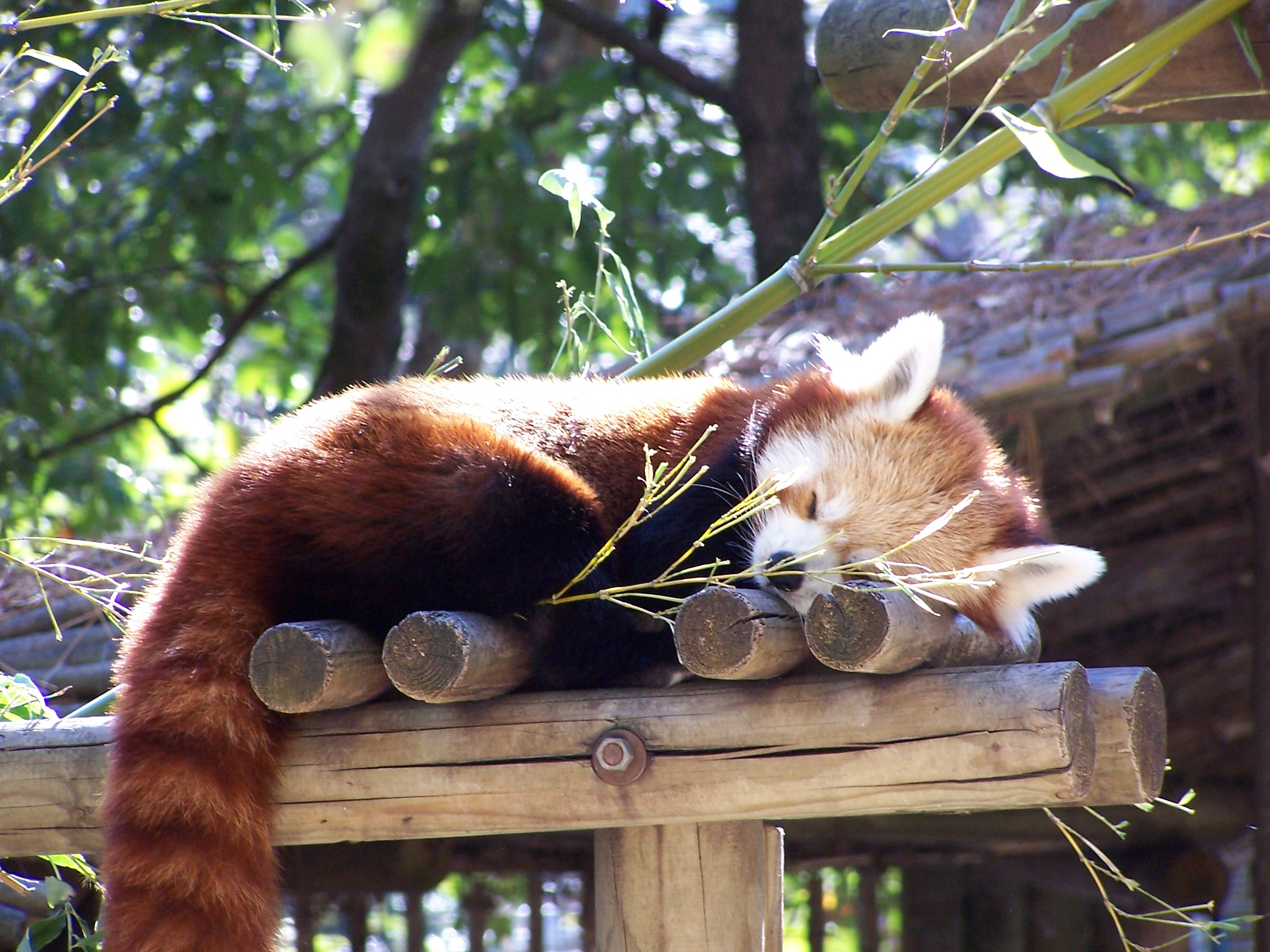
يقضي البندة الحمراء معظم وقته في النوم على الأشجار، حفاظاً على طاقته

البندة الحمراء من الحيوانات الانعزالية، والتي لا تُقيم العديد من العلاقات الاجتماعية مع أفراد أخرى من النوع نفسه إلا في بعض الحالات مثل التزاوج، وتنشط عادة في الفجر أو الغسق. تقضي هذه الحيوانات معظم وقتها مستلقية على الأشجار حفاظاً على طاقتها، حيث أن الطاقة الناتجة من الخيزران تكون ضئيلة، كما أنها حساسة لدرجة الحرارة، حيث أنها لا تحتمل درجات حرارة تتعدى 25 درجة مئوية، لذا فهي تنام في العادة خلال العصر حين تشتد درجة الحرارة، محتمية بظلال الأشجار، وتستخدم ذيولها لتغطي بها رؤوسها. أما في فصل الشتاء، فتعرض نفسها لأشعة الشمس كي «تتشمس».
تتميز البندة الحمراء بسرعتها الكبيرة، وقدراتها البهلوانية أثناء تسلق الأشجار أو البحث عن الطعام في الليل، وتستخدم أقدامه الأمامية لمسك الطعام وإدخاله إلى فمها، وتستخدمهما لشرب الماء، حيث تدخلهما في الماء ثم تلعقهما.
تبدأ هذه الحيوانات نشاطها اليومي بمجموعة من السلوكيات، أهمها تنظيف فرائها عبر لعقها لأقدامها الأمامية، ثم تدليك ظهرها وبطنها عبر تحريكها بجانب الصخور أو جذوع الأشجار. تُعلِّمُ البندة الحمراء منطقته، إما بإفراز مادة تحمل رائحة مميزة تشبه رائحة المسك، أو ببولها.
تُعدُّ البندة الحمراء حيواناً لطيفاً وهادئاً في أغلب الأحيان، لكنه يهرب إلى مناطق عالية يصعب الوصول إليها إن أحسَّ خطراً، فإن لم تنجح تلك الطريقة، يقف على أرجله الخلفية، ويبرز مخالبه، مما يمنحه هيئة مخيفة، ويعطيه القدرة على استخدام مخالبه الحادة. وإلى ذلك يتميز بهدوئه الشديد، ولا يطلق إلا بعض الأصوات الحادة في بعض الأحيان كوسيلة للاتصال.

### التغذية
الخيزران هو الغذاء الأساسي للبندة الحمراء، لكنها قد تتغذى أيضاً على البذور، الفطريات، التوت، الأزهار المتبرعمة، البيض، الطيور الصغيرة، القوارض الصغيرة، والحشرات. إلى جانب ما سبق، قد تتغذى البندة الحمراء بالفاكهة في فصل الصيف.
تضطر البندة الحمراء لاستهلاك كميات ضخمة من الخيزران تصل إلى ما يقارب 30% من وزنه، لأن جهازه الهضمي، كقريبتها البندة العملاقة، غير قادرة على هضم السيليلوز والخلايا الجدارية نظراً لافتقارها للعمليات الميكروبية الضرورية لهضم مثل هذه المواد. تقضي البندة الحمراء نحو 13 ساعة في البحث عن طعامها وتناولها، وتستهلك 25% من الطاقة المحدودة الموجودة في الخيزران فقط، ولهذا السبب يكون أيض البندة الحمراء منخفضاً، بحيث يمكن مقارنته بأيض حيوان الكسلان. تهضم سيقان الخيزران بسهولة أكبر من الأوراق، وتكون عملية الهضم أسهل ما يمكن خلال فصل الصيف والخريف، بينما تعتدل في الربيع، وتنخفض في الشتاء. وإلى ذلك يمر الخيزران بالجهاز الهضمي للبندة الحمراء مروراً سريعاً نسبياً حيث لا تتعدى مدة مرورها أربع ساعات. ولهذا السبب يختار الأجزاء العالية الجودة من نبات الخيزران، كالأوراق الطرية اللينة والسيقان، ويستهلك كميات ضخمة منها (أكثر من 1,5 كجم من الأوراق الطازجة، و4 كجم من السيقان الطازجة بشكل يومي)، وقد ذُكِر أن أنثى البندة الحمراء يمكنها استهلاك ما يقارب 2012210 ورقة خيزران في اليوم الواحد.

## ضروب البندة الحمراء
من البندة الحمراء نُوَيعان معروفان:
- Ailurus fulgens fulgens: ينتشر في النيبال، شمال شرق الهند، البوتان، وبعض مناطق الصين.
- Ailurus fulgens styani: يوجد في بعض مناطق الصين وميانمار فقط.

## أسماء أخرى
عندما رأى توماس هاردويك البندة الحمراء، سماها في بادئ الأمر باسم «واه»، حيث أنها كانت تشبة في لفظها الصوت الحاد الذي يطلقه هذا الحيوان. وإلى ذلك فقد ذكر المسمى المحلي للبندة الحمراء «بونيا»، والذي حور فيما بعد إلى «بندة». وبذا كانت البندة الحمراء يعرف باسم بندة حتى اكتشاف البندة العملاقة.
ولهذا الحيوان عدة مسميات مستوحاة من شكله، منها: الثعلب الناري (مستوحى من الاسم الصيني هونهو، وذلك للشبه الكبير بين البندة الحمراء والثعلب في اللون والحجم)، القط الدب، البندة العادية، البندة اللامعة (البندة المشرق أو الباهت)، بندة تشيكو، نيغاليا بونيا (يعتقد أنها أيضاً أصل كلمة بندة، وهي تعني آكل الخيزران)، ووكدونكا، سانكام، ثوكيا.